# Akron (Indiana)
Pour les articles homonymes, voir Akron.
La ville américaine d’Akron est située dans le comté de Fulton, dans l’État de l’Indiana. Sa population était de 1 167 habitants lors du recensement de 2010.

## Histoire
Akron a été fondée par le Dr Joseph Sippy le 4 juillet 1836.

## Source
- (en) Cet article est partiellement ou en totalité issu de l’article de Wikipédia en anglais intitulé « Akron, Indiana » (voir la liste des auteurs).